# Vil·la Rosa (Vallvidrera)
La Vil·la Rosa és un edifici residencial del barri de Vallvidrera, el Tibidabo i les Planes de Barcelona, declarat bé amb elements d'interès (C).
És una torre unifamiliar aïllada d'estil modernista, rodejada de jardí, bastida sobre un aterrassament amb contraforts sobre la carretera BV-1462 i situada prop del nucli de Vallvidrera. Fou projectada per l'arquitecte Albert Juan i Torner el 1901 i reformada per ell mateix el 1911. Amb una estructura complexa i aspecte monumental, està constituïda per diversos cossos d'alçària i composició diferenciada. En destaca la torre, en l'escaire nord, amb galeria superior coberta a quatre vessants amb potent ràfec, així com el mirador central, de més alçada i tractat de manera similar a la torre. Davant de la porta hi ha un delicat porxo metàl·lic netament modernista.